# Sociaal belang behartigende instelling
Bij de Wijziging van de Successiewet 1956 met ingang van 2010 is onder andere de status van sociaal belang behartigende instelling (SBBI) ingevoerd, met de volgende voorwaarden:
- uit de regelgeving van de instelling blijkt dat de instelling het sociaal belang behartigt
- de feitelijke werkzaamheden van de instelling komen overeen met de doelstelling
- de instelling is niet aan een winstbelasting onderworpen dan wel is daarvan vrijgesteld
- de leden van het orgaan van de instelling dat het beleid bepaalt, ontvangen ter zake van de door hen in die hoedanigheid voor de instelling verrichte werkzaamheden geen andere beloning dan een vergoeding voor gemaakte onkosten en een niet bovenmatig vacatiegeld
- de instelling is gevestigd in een lidstaat van de Europese Unie, op de Nederlandse Antillen, op Aruba of in een bij ministeriële regeling aangewezen mogendheid

SBBI's zijn vrijgesteld van erfbelasting en schenkbelasting, mits aan de verkrijging niet een opdracht is verbonden welke aan de verkrijging het karakter ontneemt van te zijn geschied in het sociaal belang.
SBBI's kunnen bijvoorbeeld zijn amateursportinstellingen, niet-commerciële dorpshuizen, lokale
scoutinggroepen, muziekkorpsen, amateurtoneelverenigingen, dansgroepen, personeelsverenigingen en buurtverenigingen.
Het verschil met een algemeen nut beogende instelling (ANBI) is dat een SBBI het sociaal belang dient en een ANBI het algemeen belang. De rechtsvormen zijn niet voorgeschreven, maar volgens de regering is voor een SBBI de vereniging het meest geëigend, en voor een ANBI de stichting.
Het verschil qua gevolg is dat giften aan een SBBI voor de donateurs niet aftrekbaar zijn, giften aan een ANBI binnen bepaalde grenzen wel. Voor de toepassing van de vrijstelling voor SBBI’s is niet vereist dat een instelling bij beschikking is aangemerkt als SBBI, zoals dat bij ANBI’s wel het geval is. Het aantal SBBI’s wordt geschat op meer dan 100.000, een veelvoud van het aantal ANBI’s. Er komt geen register van SBBI's, omdat in verhouding tot het aantal erfenissen en giften boven de vrijgestelde € 2.000 die SBBI's zullen ontvangen dit veel administratie geeft.

## Steunstichting SBBI
Een steunstichting SBBI is een stichting die speciaal is opgericht om geld in te zamelen ter ondersteuning van een jubileum van een SBBI op het gebied van sport en muziek. Een stichting kan maximaal in 1 kalenderjaar aangemerkt worden als een steunstichting SBBI. Giften aan een steunstichting SBBI zijn aftrekbaar als "andere gift".